# Ошаканская битва
Ошака́нская битва (арм. Օշականի ճակատամարտ), известная также как Аштара́кская битва, — сражение, произошедшее 17 (29) августа 1827 года в ходе Русско-персидской войны (1826—1828) между армией наследника персидского престола Аббас-Мирзы и русским отрядом генерал-лейтенанта Афанасия Красовского.
В начале августа 1827 года персидская армия вторглась в Восточную Армению и, соединившись с войсками эриванского сердара Хусейн-хана Каджара, осадила Эчмиадзинский монастырь. Находившийся в 35 верстах от Эчмиадзина русский войсковой отряд генерала Красовского, вместе с присоединившимися к нему армянскими и грузинскими добровольцами, выступил на помощь к осаждённому монастырю и, несмотря на десятикратное численное превосходство персидской армии, сумел пробиться сквозь заградительные кордоны противника, после чего в ту же ночь осада была снята. Во время битвы русский отряд понёс тяжёлые потери. Это был самый большой урон русской армии за все войны с Персией.
Наиболее ценные сведения о битве оставлены непосредственными её участниками: командиром отряда А. Красовским, капитаном М. Соболевым и декабристом Е. Лачиновым.
На ход битвы в огромной степени повлияли стоявшая в тот день изнурительная жара и отсутствие водных источников на пути следования русского отряда. В значительной степени действия отряда сковывал обоз с провиантом. Колонны двигались под плотным артиллерийским и ружейным огнём неприятеля. Пока русский авангард «прокладывал себе путь штыками», арьергард отбивал неистовые атаки иранцев с тыла. Противник, заняв выгодное расположение, наносил по русскому отряду фланговые удары. Также успешному проходу отряда Красовского способствовали грамотные действия русской артиллерии, которая занимала наиболее выгодные высоты, и орудия под прикрытием стрелков насколько могли сдерживали атаки неприятеля. Ожесточение иранцев доходило до того, что, несмотря на тяжёлые потери от картечного и ружейного огня, они врезались в ряды русской пехоты, которая штыками отбрасывала неприятеля назад.
Значительную помощь и поддержку Русской армии оказывало местное армянское население и армянские добровольцы.
В 1833—1834 годах по инициативе католикоса всех армян Епрема I Зорагехци и архиепископа Нерсеса Аштаракеци, на средства монастыря и местных жителей, в честь битвы был установлен памятный обелиск.
19 апреля 2011 года состоялось торжественное открытие Ошаканского памятного комплекса «Русским воинам-спасителям Первопрестольного Эчмиадзина, павшим в Ошаканской битве 1827 года».

## Предпосылки

### Снятие осады Эривани Красовским
15 (27) июня для осады Эривани прибыла 20-я пехотная дивизия под командованием генерала Красовского. Лето 1827 года было чрезвычайно жарким и засушливым. Температура доходила до 43 °R (53,7 °C) жары на солнце и 33 °R (41,2 °C) в тени. Местный климат способствовал распространению массовых болезней среди солдат, недавно прибывших из России. Лихорадки и вспыхнувшая эпидемия дизентерии оставили в 20-й дивизии боеспособными не более 4000 бойцов. Так, в августе командующий Кавказским корпусом генерал-адъютант И. Ф. Паскевич, описывая общее положение дел в русской армии на Кавказе, рапортовал Николаю I, что жара продолжалась, подножного корма не было, лошади были изнурены, а ⅓ войск находилась в госпиталях. В полках из 1800 человек согласно штата в строю оставалось около 1000 (за исключением гвардии, в которой число больных составляло не более 200 человек, а 900 оставалось под ружьём). Ввиду сложившейся обстановки, было принято решение — снять осаду Эривани и до наступления осени отойти в горы.
Причиной снятия осады также было и то, что транспорт с провиантом и осадными орудиями ожидался не раньше августа.
В ночь на 21 июня (3) июля дивизия снялась с осадных позиций и отступила к Эчмиадзинскому монастырю. В обители был устроен госпиталь для больных солдат. На трёх монастырских башнях установили по одному полевому орудию. 24 июня (6) июля до 2000 солдат приступили к заготовке провианта.
Снабдив монастырь достаточным количеством провианта, Красовский 30 июня (12) июля со своим корпусом направился к Баш-Абаранской возвышенности и стал лагерем при урочище Дженгули. В монастыре оставались батальон севастопольского пехотного полка (до 500 штыков), 5 орудий, конная сотня из армянской добровольческой дружины, испросившая у Красовского разрешение остаться для защиты монастыря, и 700 больных солдат.

### Осада Эчмиадзинского монастыря Хусейн-ханом
Эриванский сердар Хусейн-хан, узнав, что в Эчмиадзинском монастыре находился всего один батальон севастопольского полка, предпринял попытку захватить монастырь, и 3 (15) июля 4000 кавалерии (по другим данным, 500) и два батальона сарбазов (2000 чел.) с двумя (по другим данным, с тремя) орудиями вышли из Эривани и на следующий день осадили монастырь. На отлогостях горы Арагац (тюркский: Алагёз), напротив русского лагеря, расположился отряд карапапахской конницы в 1000 человек под предводительством Наги-хана для слежения за действиями корпуса Красовского.
Комендантом эчмиадзинского гарнизона на тот момент был пожилой штаб-офицер 20-й Артиллерийской бригады — подполковник Линденфельд. Сердар послал ему письмо, в котором уверял коменданта, что Паскевич с главными силами отступил от Нахичевани в Грузию и помощи эчмиадзинскому гарнизону ждать неоткуда, предлагая последнему покинуть монастырь. Со своей стороны, Хусейн-хан гарантировал свободный проход гарнизона в любую сторону, ручаясь за его безопасность. В противном случае — монастырь будет взят силой, и тогда никому не будет пощады.
Ответом на письмо был орудийный выстрел с монастырской башни. Хусейн-хан вынужден был отодвинуть войска на безопасное расстояние и, окружив монастырь, блокировал все пути сообщения. Однако 5 (17) июля нескольким местным армянам всё-таки удалось добраться до русского лагеря при Дженгули и сообщить Красовскому об осадном положении монастыря. Красовский тут же, снарядив два батальона с четырьмя орудиями, выдвинулся к Эчмиадзину. Карапапахский отряд известил Хусейн-хана о движении русских, и сердар, сняв блокаду, отступил к Сардар-Абаду и далее ушёл в Эривань.

### Вторжение Персидской армии Аббас-Мирзы

#### Разведка
Персидское командование широко использовало шпионов и лазутчиков, в основном среди местного населения — армян, татар, персов. Обычно это были маркитанты, торговавшие в русском лагере. Красовскому же, для получения сведений о противнике, чаще приходилось проводить рекогносцировки и кавалерийские разведки.
Причиной более слабой агентуры у русского командования были казни и жестокие пытки иранцами русских шпионов или лазутчиков, в то время как выявленных иранских шпионов — высекали и, продержав некоторое время под стражей, выпускали, после чего последние могли продолжить заниматься своим ремеслом.
В Эчмиадзине Нерсесом Аштаракеци была налажена система сбора информации о неприятеле. От него посылались лазутчики в Эривань и Сардар-Абад. Донесения главнокомандующему дублировались. Разведкой вражеских передвижений занимался армянин Казиар Арутюнов. Красовскому передавал ценные сведения племянник архиепископа Аштаракеци — Педрос Маркаров. Последний сообщил 6 (18) августа о вторжении персидских войск. То же известие было подтверждено прибывшим на следующий день из персидского лагеря армянским старшиной меликом Сааком Агамаляном, командовавшим армянской пехотой эриванского сердара Хусейн-хана.
Сведения о противнике носили в русских штабах порой противоречивый характер. В случае, когда Красовский послал в главный лагерь у Кара-Бабы Паскевичу донесение о концентрации крупных сил персов вблизи своего лагеря, Паскевич отвечал, что по имевшимся у него сведениям в персидской армии произошёл бунт, а сам Аббас-Мирза был арестован и находился в Чорсе под стражей. Красовский в дальнейшем писал:
Таковое сведение, во всех отношениях противное истине, служило ясным доказательством, что в корпусной квартире вовсе не знают, что Аббас-мирза с главными своими силами находится против меня в Эриванской провинции, почему я должен был убедиться, что ни в каком случае не могу ожидать подкрепления.— из «Дневника генерала Красовского 1826—1828 гг.» от 13 августа 

#### Вторжение
Собрав все необходимые сведения о русских, Хусейн-хан послал письмо Аббас-Мирзе, в котором писал, что Эривань освобождена от блокады; русские, оставив в монастыре Эчмиадзин множество больных и небольшой гарнизон, отступили в горы; отряд Красовского малочислен и состоит из молодых и неопытных солдат; нет ничего легче, как овладеть теперь Эчмиадзином, отбить осадную артиллерию, двигающуюся ещё в Безобдальских горах, и, истребив Красовского, открыть дорогу в Грузию.
4 (16) августа армия Аббас-Мирзы (15 тыс. кавалерии и 10 тыс. пехоты при 22 орудиях), перейдя Аракс близ Сардар-Абада, вторглась в Эриванское ханство, а 8 (20) августа заняла селенье Аштарак, находившееся между Эчмиадзином и русским лагерем при Дженгулях. Убедившись в неприступности русских позиций на Баш-Абаранской возвышенности, Аббас-Мирза отвёл свои войска к Ошакану и стал лагерем.

#### Цель вторжения
Предполагалось захватить Эчмиадзинский монастырь, затем обходным маршем через Гюмри вторгнуться в Грузию и разрушить до основания Тифлис, после чего — через Елизаветполь и Карабахскую провинцию по Худаферинскому мосту или через Асландузский брод перейти Аракс и вернуться в Азербайджан.
При появлении персидской армии в тылу главных сил русских Паскевич был бы вынужден отказаться от похода на Тавриз. Красовский так оценивал действия Аббас-Мирзы:
…он [Аббас-Мирза] весьма легко мог исполнить [свои планы], не встретивши нигде более одного батальона для защиты, в течение 10-15 дней, и тогда все войска наши, находившиеся в главных силах при Кара-бабе, в Джингили и вообще в Эриванской и Нахичеванской провинциях, должны были бы необходимо, претерпевши бедствие без продовольствия, возвратиться в Грузию и там искать оного для своего спасения.— из «Дневника генерала Красовского 1826–1828 гг.» 
Однако планы Аббас-Мирзы стали известны тифлисскому военному губернатору генерал-адъютанту Н. М. Сипягину, который тут же перебросил две роты 41-го Егерского полка из Цалки в Башкичет, а в Гюмри были переведены рота тифлисского пехотного полка с двумя орудиями и батальон севастопольского пехотного полка из корпуса ген. Красовского.

#### Первые столкновения
Утром 10 (22) августа со стороны р. Абарани перед русским лагерем появились 2000 персидской кавалерии. Казачьи пикеты, маневрируя, сгруппировались до пятидесяти человек и отстреливались до подхода подкрепления. На помощь были высланы две казачьи сотни и два батальона пехоты с двумя орудиями. С прибытием подкрепления казаки, при поддержке пехоты, контратакой отбросили персидскую конницу. В бою был ранен саблей в ногу хорунжий (подпоручик) Крюков.
В ночь на 13 (25) августа персидская кавалерия скрытыми ущельями подошла с нескольких сторон к русскому лагерю и с рассветом внезапно атаковала казачьи аванпосты. Однако казаки сумели продержаться до прибытия пехоты, после чего иранцы были отбиты со всех направлений. В то время Красовский с генералом П. Х. Трузсоном и 50 казаками проводил рекогносцировку по Эчмиадзинской дороге. Опасаясь за командующего отрядом, из лагеря в его сторону выдвинулся пехотный батальон с одним орудием. В ущелье горы Карны-Ярых Трузсон с пятью казаками, шедшие впереди разведотряда, издали заметили засаду и остановились. В то место ежедневно ходил казачий разъезд для получения информации путём телеграфа об обстановке в Эчмиадзинском монастыре. Около 500 персидских всадников, поняв, что их обнаружили, кинулись в погоню за отрядом, но через несколько вёрст увидели приближение батальона русской пехоты и повернули назад.
В тот же день из лагеря Красовского заметили движение крупных сил иранцев в сторону Судагента, откуда в то самое время должен был прибыть из главного лагеря в Кара-Бабе от Паскевича тифлисский военный губернатор Сипягин. Красовский тут же выступил в данном направлении с двумя батальонами пехоты и четырьмя орудиями на помощь Сипягину. На Судагентской дороге последний действительно был атакован персидской кавалерией, но высланный за день до того батальон севастопольского полка, для встречи губернатора, сумел отбить все атаки неприятеля.
Между горой Арагац и русским лагерем появились до 4 тыс. персидской кавалерии. Красовский выступил против них с двумя батальонами пехоты, до 50 человек борчалинской конницы, двумя орудиями при казаках и отделением конгревовых ракет. В своей реляции Красовский отмечал удачное действие последних. Было выпущено до 20 ракет Конгрива, «которые разгоняли толпы неприятельские». Батальон 40-го Егерского полка, подкреплённый севастопольцами, «теснил оного до самой ночи».

## Осада Эчмиадзинского монастыря
15 (27) августа часть персидской армии — под командованием Юсуф-хана (Юсуп-хана), Зограб-хана и Топчибы — осадила Эчмиадзин.
На предложение Юсуф-хана сдать монастырь комендант ответил лаконично: «Не сдам». Тогда Юсуф-хан попытался склонить Линденфельда на шахскую службу, обещая всевозможные привилегии. Персидские сановники не скупились на посулы. Линденфельд отвечал:

«Русские собой не торгуют, а если монастырь персиянам нужен, то пусть они войдут в него как честные воины, с оружием в руках».
Юсуф-хан отправил архиепископу Нерсесу письмо следующего содержания:

«Если ты добровольно не отворишь ворота, то я окружу монастырь всей артиллерией, пушками, мортирами — и разорю его до основания. Тогда, Нерсес, грех будет лежать уже на твоей душе».
Нерсес дал ответ:

«Обитель сильна защитой Бога, попытайся взять её…».
Утром 16 (28) августа персидская артиллерия начала интенсивный обстрел монастыря. Орудийная канонада была слышна в русском лагере при Дженгули, что в огромной степени беспокоило Красовского. Связь с русским лагерем была прервана. Несколько армян и татар, пытавшихся пробраться из лагеря в Эчмиадзин и из Эчмиадзина в лагерь, были схвачены персами. Двум из них выкололи глаза, двум отрезали носы и уши, а несколько человек из них пропали без вести. Однако некоторые сведения Красовский получил от четырёх перебежчиков из персидского стана. Беглые сарбазы сообщили, что эриванский сердар дал слово Аббас-Мирзе поднести ему через два дня ключи Эчмиадзина, а Аббас, со своей стороны, обещал сердару подарить для Эриванской крепости всю русскую осадную артиллерию. Эти известия вскоре подтвердил и мелик Саак Агамалян, подробно описавший план действий персидской армии.
Адъютант предоставил Красовскому провиантскую ведомость, согласно которой продовольствие в монастыре было на исходе. Последний тут же приказал сформировать на воловьих арбах транспорт с десятидневным провиантом.

## Выступление отряда Красовского к Эчмиадзину
Ребята! Я уверен в вашей храбрости, знаю готовность вашу бить неприятеля. В каких бы силах он с нами ни встретился, мы не будем считать его. Мы сильны перед ним единством нашего чувства: любовью к отечеству, верностью присяге, исполнением священной воли нашего государя. Помните, что строгий порядок и устройство всегда приведут вас к победе. Побежит неприятель — преследуйте его быстро, решительно, но не расстраивайте рядов ваших, не увлекайтесь запальчивостью. У персиян много конницы; потому стрелкам не отходить на большие дистанции и, в опасных случаях, быстро собираться в кучки. Вас, господа офицеры, прошу иметь за этим строжайшее наблюдение. Надеюсь, ребята, что мои желания исполнятся в точности, что порядок, тишина и безусловное повиновение будет для каждого из вас святой и главной обязанностью.
На случай наступления персидских войск главнокомандующим Отдельным Кавказским корпусом И. Ф. Паскевичем генерал-лейтенанту Красовскому была дана инструкция всеми силами (около 6 тысяч человек) атаковать противника. Однако на помощь осаждённому монастырю Красовский решил выступить с силами в около 2 тысяч человек из состава своего отряда.
16 (28) августа в пять часов пополудни отряд был построен перед своими палатками. Красовский, объехав ряды, огласил приказ:
Солдаты, сняв головные уборы, коленопреклонённо произвели напутственное молебствие. Офицеры, приложившись к кресту, встали на свои места. Священник Севастопольского пехотного полка протоиерей отец Тимофей Мокрицкий, окропив знамёна и отряд святой водой, громогласно обратился к солдатам:
Братцы! Не устрашитесь многочисленности врагов ваших. Многочисленность их прославит только мужество ваше, доставит вам ещё большие лавры и почести. Всемогущий Бог, сильный и в малом числе своих избранных, истребит многолюдные полчища врагов, не ведающих святого имени Его. Вооружите же, православные воины, крепкие мышцы ваши победоносным русским мечом, дух — храбростью, сердце — верой и упованием на Бога, помощника вашего и Той сохранит и прославит вас!— из «Дневника генерала Красовского 1826—1828 гг.» 
В лагере при Дженгули оставались батальон Крымского пехотного полка, полуроты пионер и 10 орудий под командованием генерал-майора Е. А. Берхмана.

## Силы сторон

### Русский отряд
Сводный походный отряд составляли:
Пехота:
- Батальон Крымского пехотного полка;
- Батальон 39-го Егерского полка;
- Сводный батальон составляли:
  - две роты 40-го Егерского полка;
  - рота пионер;
  - 80 человек севастопольского батальона;
  - 60 человек пешего грузино-армянского ополчения;
- 40-й Егерский полк (имел в каждом батальоне по 3 роты).

Кавалерия:
- Донской казачий Андреева полк;
- Донской казачий Сергеева полк (Общая численность двух казачьих полков составляла до 500 чел.[63], по другим данным не превышала 300[59]);
- 1-я Конная сотня армянской добровольческой дружины[24] (пополнила казачьи полки).

Артиллерия:
- 4 батарейных орудия;
- 6 лёгких орудий 20-й артиллерийской бригады;
- 2 конно-казачьих орудия.

Общая численность русского отряда по разным данным составляла от 2300 до 3000 человек.
| Источник         | Год  | Численность   |
| ---------------- | ---- | ------------- |
| Гурьянов И. Г.   | 1831 | 3000          |
| Зубов П. П.      | 1837 | до 2500       |
| Monteith W.      | 1856 | до 3000       |
| Казбек Г.        | 1865 | 3000          |
| Андреев В. А.    | 1876 | 2500 или 3000 |
| Потто В. А.      | 1888 | до 2800       |
| Лацинский А. С.  | 1891 | до 2500       |
| Бобровский П. О. | 1895 | до 2000       |
| Ракович Д. В.    | 1900 | до 2500       |
| Baddeley J. F.   | 1908 | 2300          |
| Алавердянц М. Я. | 1912 | 2400          |
| Григорян З. Т.   | 1959 | 2500          |
| Бескровный Л. Г. | 1974 | 2500          |
| Нерсисян М. Г.   | 1975 | до 2800       |
| Шишов А. В.      | 2007 | ок. 2500      |
| Тунян В. Г.      | 2007 | 3000          |
| Хачикян А. Э.    | 2009 | 3000          |

Нетрадиционную версию, противоречащую вышеприведённым источникам, в 1969 году выдвинул военный историк Хаджи-Мурат Ибрагимбейли. По его сообщению, в отряде Красовского, кроме уже упомянутых сил, находились ещё 5000 татарской (азербайджанской) иррегулярной конницы. Обосновывая данное утверждение, Ибрагимбейли писал, что «отряд в 2800 человек при всех условиях, не в состоянии был бы одолеть 30-тысячный вражеский корпус, усиленный 22 орудиями», а «дворянско-буржуазная историография царской России не упомянула об участии в составе русских войск азербайджанской конницы, грузинской и армянской пеших дружин». Однако, вопреки данному мнению, документы указывают на присутствие в походном отряде Красовского к Эчмиадзину двух последних, а борчалинская (азербайджанская) конница упоминается в Алагёзском сражении 13 (25) августа того же года. Кроме этого, последующие обвинения Паскевичем Красовского, по поводу выступления последнего «не более как с 4 батальонами к Эчмиадзинскому монастырю», не имели бы под собой почвы.
Персидские источники сообщают, что Аббас-Мирза получил сведения, что русские силы в лагере при Дженгулях, защищённом рельефом местности, насчитывают 5000 пехоты и 1000 кавалерии, и то же число относят к принимавшим участие в битве. Ту же численность приводит и Перси Сайкс.

### Персидская армия
По сведениям английских, российских и армянских (или советских) источников, общая численность войск Аббас-Мирзы и сердара Хусейн-хана составляла — 30 000 человек при 24 орудиях.
- Численность персидской армии, вторгшейся в Восточную Армению, была — 25 тыс. человек (15 тыс. кавалерии и 10 тыс. пехоты при 22 орудиях)[45][85][44]. В неё входили: армия самого Аббас-Мирзы — 20 тыс. (13 тыс. кавалерии и 7 тыс. пехоты), в число которой входил и русский батальон Самсон-хана (С. Я. Макинцева), сформированный из русских пленных и дезертиров[Комм. 9], а также, присоединившиеся к основным силам, группировки сына Фетх-Али-шаха — Али-Нага-Мирзы Казбинского — и сына царя Кахетии Ираклия II — царевича Александра[40]. Известно, что артиллерией тогда командовал Юсуф-хан (Ц. Майинян)[87], а всеми сарбазами — сартиб (генерал) Магмет-хан[88].
- О численности войск эриванского сердара Хусейн-хана, принимавших участие в битве, источники ничего не сообщают, однако, если взять во внимание общее число противостоящих русскому отряду сил (30 тыс.), то вполне обоснованно можно полагать, что силы сердара состояли из 5 тыс. пехоты и кавалерии. Примерно то же количество упоминается и при осаде Хусейн-ханом Эчмиадзинского монастыря в июле того же года (4 тыс. кавалерии и 2 тыс. пехоты при 2 или 3 орудиях)➤. Также известно, что эриванской пехотой, главным образом состоящей из армян-сарбазов, руководил — мелик Саак Агамалян[89], тесно сотрудничавший с русским командованием➤.

## Ход битвы
«…Сильно действовала артиллерия неприятельская, но битва сия и по всем отношениям может быть причислена к битвам жестоким, особенно взявши во внимание несоразмерность сражающихся сил и положение наше. В один этот день мне удалось видеть все ужасы браней: огнестрельные орудия всякого рода, даже неупотребляемые в Европе, были обращены на нас, но истребление, ими производимое, не могло сравняться с тем, когда на изнурённых воинов наших бросились свежие толпы наездников, когда в ручной вступили бой и засверкали в глазах наших кинжалы их и засвистали над головами сабли».
К вечеру 16 (28) августа отряд Красовского поднялся на одну из возвышенностей и увидел вдали персидское войско, которое при виде русского отряда пришло в движение. Конные разъезды спешили в главный лагерь, чтобы сообщить о появлении русских. Тем временем отряд Красовского спустился в долину и к 9 часам вечера в боевом порядке стал на ночлег близ селения Сагну-Саванга.
Ранним утром 17 (29) августа русский отряд двинулся по горной дороге, представлявшей собой каменистую, с крутыми спусками, безводную местность. Несмотря на раннее утро, уже стояла знойная жара. Во время движения стали ломаться повозки, и солдатам часто самим приходилось помогать тащить гружёные арбы. К 7 часам утра казачьи сотни и первая колонна с двумя конными орудиями поднялись на скалистую возвышенность между селениями Ушаган (Ошакан) и Аштараком и остановились на привал в ожидании арьергарда с провиантским обозом. С возвышенности Красовский, в окружении штабных офицеров, в подзорную трубу осмотрел местность. Со стороны Аштарака персидские силы форсировали речку Абарань (Касах). До 10 000 пехоты, выстроившись в три линии, преграждали эчмиадзинскую дорогу, примыкая левым флангом к Абарани. Конница и артиллерия занимали все близлежащие высоты. Главные батареи были установлены на Ошаканской возвышенности противоположного берега, откуда простреливались длительный участок пути, ведущего к Эчмиадзину, и подступы к реке — единственному водному источнику.
На каменистом холме, прилегавшем к дороге, появилось до трёхсот персидских всадников. Спешившись, они укрылись за камнями и открыли ружейный огонь по отстающей колонне с обозом. Взвод егерских стрелков тут же атаковал неприятеля, и последний покинул позиции прежде, чем егеря взобрались на холм.
Тем временем до 5000 персидской кавалерии двумя колоннами вышли из глубокой рытвины и стали на дороге перед русским отрядом, но после орудийного выстрела отступили к высотам по левой стороне от дороги.
Отряд Красовского продолжал стоять на месте в ожидании отстающих колонн. Аббас-Мирза расценивал медлительность русского отряда как нерешимость идти вперёд и для того, чтобы выманить его спуститься с горы, инсценировал отступление, отведя пехоту к реке и спрятав её в глубокой балке. Красовский разгадал цель данного манёвра, сказав офицерам: «Каков Аббас-Мирза!». От возвышенности, на которой находился русский отряд, дорога к Эчмиадзину проходила по ущелью меж двух невысоких возвышенностей, в котором Аббас-Мирза планировал запереть отряд Красовского и истребить его перекрёстным огнём. Отступление влекло за собой потерю Эчмиадзина. В данной обстановке Красовскому пришлось принять сложное решение, и он приказал идти вперёд.
Не имея возможности пройти ущелье через дефиле развёрнутым фронтом, Красовский выдвинул отряд в следующем порядке:
- В авангарде по обе стороны дороги шли по две роты батальона 39-го Егерского полка при четырёх орудиях (с правой стороны — два батарейных, с левой — два лёгких орудия) — под командованием полковника Я. Г. Раенко.
- Далее в том же порядке по обе стороны дороги следовал Крымский батальон, по два лёгких орудия с каждой стороны.
- В центре тянулся обоз, прикрываемый справа — сводным батальоном, слева — казачьими сотнями, — под командованием генерал-майора Л. А. Тухолки.
- В арьергарде шёл 40-й Егерский полк при двух батарейных и двух лёгких орудиях — под командованием генерал-майора П. Х. Трузсона.

### Бой в ущелье
После непродолжительного отдыха отряд спустился в ущелье. Иранцы, пропустив мимо себя колонны, атаковали русский арьергард.
Как только передовые колонны русского отряда поравнялись с Ошаканской возвышенностью, с неё по русскому отряду был открыт огонь из четырёх 12-фунтовых орудий. В то же время крупные силы иранцев начали наседать на левый фланг русского отряда, чтобы не дать последнему возможности уклониться от огня батарей с правого берега Абарани. Русские орудия вели ответный огонь, прикрывая колонны, которые «безмолвствуя» двигались вперёд.
К тому времени, когда отряд Красовского вышел из-под огня главных батарей, обстреливавших его на протяжении 17 вёрст, иранцы успели вброд через Абарань перетащить шесть орудий и установить их на скатах между рекой и дорогой на Эчмиадзин. При появлении русского отряда по нему из тех орудий был открыт частый огонь, однако в том месте, где дорога проходила выше расположения персидских орудий, ядра последних перелетали русский отряд и наносили урон своей кавалерии, расположенной на левосторонних высотах. По словам участника того сражения, находившегося в арьергарде, капитана Соболева: «…Казалось, что сии орудия защищали левый фланг наших колонн».
В то же время 8 персидских орудий стали наносить артудары с тыла и с левого фланга, акцентируя удары по русской артиллерии и обозу.

### Выход из ущелья
Укрывавшиеся в балке до 10 000 персидской пехоты выдвинулись в сторону высоты, находившейся перед выходом из ущелья. К той же высоте по левой стороне от ущелья, чтобы замкнуть кольцо окружения, устремились на соединение с пехотой и 5000 персидской кавалерии. Чтобы не допустить соединения неприятеля, две головные колонны 39-го Егерского полка с шестью орудиями устремились на командную высоту и сумели взбежать на неё раньше неприятеля. Орудийным и ружейным огнём егеря рассеяли ряды персидской кавалерии, которая вынуждена была отступить назад. Пехота остановилась сама, однако через некоторое время возобновила атаку на русские колонны.

### Бои иранцев с русским арьергардом
Между тем, крупные силы иранцев усилили натиск на русский арьергард. С возвышенностей, занятых неприятелем по обеим сторонам от ущелья, по русским частям вёлся постоянный огонь. Из Аштарака по каменному мосту через Абарань перешёл трёхтысячный кавалерийский отряд персов и поддержал атаку пехоты на русский арьергард. Два лёгких русских орудия, двигавшихся между замыкающими колоннами 40-го Егерского полка, картечным огнём наносили неприятелю ощутимый урон, однако иранцы раз за разом продолжали производить яростные атаки. Егеря беспрерывно вели ружейный огонь, а при приближении противника вплотную вступали с ним в рукопашную схватку. По словам В. А. Потто: «Мужество солдат сорокового полка превосходило всякое представление», а остававшиеся четыре версты до Эчмиадзинской равнины для 40-го полка и артиллерии, действовавшей с ним, «были поистине ужасны». Участник того сражения М. Соболев писал, что: «40-й Егерский полк превосходил всякую меру храбрости». Красовский, предполагая, что основные силы Аббас-Мирзы должны будут встретить его отряд перед монастырём, не мог выделить арьергарду подкрепления из передовых колонн.
В 1-й батарейной роте, находившейся в арьергарде, был тяжело ранен фейерверкер Осипов. Неприятельское ядро перебило ему левую руку выше локтя и нанесло тяжёлую контузию в бок. Когда товарищи подняли Осипова, чтобы положить его на повозку, то последний, придя в сознание, отказался от данной услуги, заявив:

«Лучше желаю умереть подле своего орудия».
Держа правой рукой висевшую на одной коже левую, Осипов продолжал идти до самого Эчмиадзина.
К 12 часам, после пятичасового сражения без воды под палящим солнцем, солдаты начинали обессилевать и изнемогать от жажды. Егеря «сбивались в кучки» и, отстреливаясь, погибали под перекрёстным огнём неприятеля. При этом потери 40-го полка с каждым шагом становились всё значительнее.
Видя бедственное положение 40-го Егерского полка, Красовский всё-таки решил подкрепить арьергард Крымским батальоном и сам, вместе с генерал-майором инженерных войск Трузсоном, повёл его в штыковую атаку, чтобы дать время остальным уйти за обозами. Под последним была убита лошадь. Тем временем орудия брались «полумёртвой прислугой» за передки и отступали до следующей позиции.

### До Эчмиадзинской равнины

#### Порядок передвижения русского отряда
Заняв командную высоту, при выходе из ущелья русские передовые колонны вели огонь по неприятелю, прикрывая подход следующей колонны, которая, взойдя на высоту и сменив на орудиях первую, продолжала вести огонь, прикрывая подход следующей и движение вперёд первой. В дальнейшем орудия закатывались на скалистые пригорки по сторонам от дороги и, произведя два-три выстрела, выдвигались дальше. В данном порядке отряд Красовского преодолевал и последующие высоты.
Остававшиеся четыре версты до подножия горы, за которой начиналась Эчмиадзинская равнина, были более каменистыми и овражистыми. Артиллерия, прыгая по камням, передвигалась с трудом. От лошадей шёл густой пар. У гужевых повозок трещали оси и ломались колёса. Солдатам приходилось одновременно вести бой и зачищать пути от подбитых и развалившихся повозок с провиантом. Усталость солдат доходила до буквального изнеможения. Орудийные расчёты, вследствие потерь, были недостаточно укомплектованы для полноценных действий артиллерией. Многие канониры с артиллерийским инвентарём в руках падали под собственные орудия или, облокотясь на камень, равнодушно отдыхали под артиллерийским и ружейным огнём неприятеля.

#### Действие двух орудий Соболева (1)
На одном из тяжёлых спусков в опасном положении оказались два орудия 3-й лёгкой артиллерийской роты под командованием командира батареи капитана Соболева, которые прикрывали движение колонн. Орудия находились под плотным картечным и ружейным огнём с разных сторон. Опасаясь тяжёлых последствий, Красовский направился к тем орудиям, чтобы своим присутствием ободрить артиллеристов, но был удивлён, когда его встретил в полном присутствии духа «весёлый и сияющий» капитан Соболев. На приказание — «Не отступать ни в коем случае» — Соболев отвечал:

«Будьте спокойны, ваше превосходительство! И двадцать персидских орудий меня не собьют!»
После чего последний продолжал вести картечный огонь, нанося атакующим иранцам ощутимый урон, и, потеряв большую часть своих людей, отступил от позиции только после прохода замыкающих колонн и получения на то приказа. В дальнейшем Красовский писал:
…Капитан Соболев, прикрывая с двумя орудиями трудный спуск, явил знаки мужества и неустрашимости, достойные удивления.— из «Подробной реляции о сражении 17 августа 1827 года, бывшем при селении Ушагане» 

#### Бой за подбитое батарейное орудие
На одном из бугров, по левую сторону от дороги, у русского батарейного орудия, прикрывавшего движение арьергарда, ядром была раздроблена ось. Заметив это, иранцы крупными силами устремились к подбитому и бездействующему орудию, открыв шквальный картечный и ружейный огонь, чтобы отогнать прикрытие и захватить ценный трофей. Русская стрелковая цепь не выдержала напора атакующих масс неприятеля и была опрокинута. Иранцы уже занимали вершину в 50 шагах от орудия. Красовский, заметив смятение утомлённых егерей, сам бросился к орудию, чтобы вдохновить «оробевших» солдат. Находившийся при том орудийном расчёте командующий артиллерией гвардии полковник Я. Я. Гилленшмидт обратился к Красовскому:

«Ваше превосходительство! Я вас прошу, оставьте меня с орудием на жертву, но не подвергайтесь сами столь очевидной опасности. Будьте уверены, что мы сделаем всё возможное, чтобы спасти орудие».
Красовский ответил, что останется с ними, и, приказав двум ротам 40-го Егерского полка под командованием майора Щеголева: «Не уступать ни шагу», скомандовал резерву: «Ребята! Спасайте пушку! За мной! Вперёд!». С криками: «Ура!» солдаты устремились вслед за Красовским в штыковую атаку на превосходящие силы неприятеля и после кровопролитного боя сумели остановить атаку иранцев. В той битве едва не погиб сам Красовский. Под ним была убита лошадь, и когда генерал пересел на другую, осколком неприятельской гранаты ему раздробило правую ключицу, и почти в тот же момент под Красовским была убита вторая лошадь. Адъютант Красовского штаб-ротмистр Врангель тут же предложил генералу свою лошадь, но так как адъютанту она была необходима для исполнения его обязанностей, Красовский отказался и принял лошадь, предложенную находившимся при 40-м полку поручиком Пожидаевым. За то время, пока шла рукопашная битва, солдаты успели переставить орудие на запасной лафет. Из-за полученной раны Красовский уже не мог самостоятельно залезть на лошадь, и ему помогли это сделать егеря. В дальнейшем Красовский писал:
Я старался скрыть положение моей руки, должен был показывать совершенное спокойствие и ободрять личным присутствием везде, где угрожала нам большая опасность.— из «Подробной реляции о сражении 17 августа 1827 года, бывшем при селении Ушагане» 

#### Бой 1-го батальона 40-го Егерского полка
Тем временем у орудия 3-й лёгкой роты, находившегося при 1-м батальоне 40-го Егерского полка, подошли к исходу боеприпасы, и иранцы усилили натиск. Командир батальона майор Щеголев получил пулевые ранения в голову и ногу. О данной ситуации Красовскому вскоре доложил батальонный адъютант поручик Симановский. Красовский тут же направился к батальону и обнаружил солдат, оборонявшихся под перекрёстным ружейным и орудийным огнём неприятеля. Иранцы уже находились в ста шагах. Красовский прокричал: «Отчего не стреляют? Стрелять картечью!» Но находившийся при том орудии фейерверкер Коврыгин со спокойствием в голосе ответил:

«Ваше превосходительство! У меня осталось только два картечных заряда, и я храню их на „крайний случай“ [самоподрыв]».
Красовский в дальнейшем писал:
Я готов был в ту же минуту обнять и расцеловать этого старого служаку.— из «Дневника генерала Красовского 1826–1828 гг.» 
К орудию сразу был подвезён ящик с боеприпасами, и картечным огнём иранцы были отброшены за высоты. Орудийный расчёт покинул позицию после получения на то приказа.

#### Действие двух орудий Соболева (2)
Тем временем капитан Соболев с двумя лёгкими орудиями занял по левую сторону от дороги удобную позицию и открыл огонь по неприятелю, пытавшемуся сбить левую стрелковую цепь, прикрывавшую идущие колонны.
Красовский заметил, как часть персидской кавалерии с правой стороны пересекла дорогу и скрылась за гребнем по левой стороне от дороги. Генерал внимательно осмотрел поле боя и обнаружил, что в том направлении, куда устремилась персидская кавалерия, два лёгких русских орудия сильно выдавались вперёд и с небольшим прикрытием в 35 человек сдерживали атаки иранцев. Красовский с 30 егерями устремился к тем орудиям и, прибыв на место, приказал сделать ещё по одному выстрелу и отступить, но к тому времени персидская кавалерия уже появилась в непосредственной близости от русской позиции. Значительно опередив свою кавалерию, на холме приостановился некий персидский военачальник с красным знаменем, одетый в красный плащ. Спешившись, Красовский повёл егерей к тому холму в штыковую атаку. Персы, произведя несколько выстрелов по атакующим, повернули лошадей и поскакали по холмистому хребту, расположенному вдоль левого фланга русских колонн. Орудия Соболева произвели вслед уходившей кавалерии картечный залп, после чего их откатили на следующую возвышенность.

#### Персидское орудие Акопа Арутюнова
Эриванской провинціи дер. Нурни житель aрмянинъ Акопъ Арютиновъ, служившій топчіемъ (артиллеристомъ) въ войскѣ Аббаса-мирзы, во время сраженія 17-го августа, замѣченъ былъ въ фальшивомъ направленіи пушечныхъ выстрѣловъ, такъ что оныя ударяли не въ Россійское, а въ Персидское войско.
 Помянутый Арютиновъ узнавъ, что дѣйствіе его замѣчено, въ то же самое время ушелъ съ поля сраженія, но имѣлъ несчастіе быть пойманнымъ недалеко отъ Эчміадзинскаго монастыря, и сардарь Эриванскій Хусейн-ханъ выкололъ ему глаза и отрѣзалъ носъ, губы и пятки.
 Варварство сіе, сдѣлавъ Арютинова на всю жизнь жалкимъ страдальцемъ, заставило и все его семейство терпѣть крайній недостатокъ въ пропитаніи. Положеніе Арютинова и поступокъ, за который онъ столько пострадалъ, въ особенности достойны милосердія правительства, и я осмѣливаюсь предстательствовать у в. с. о назначеніи ему содержанія, которое могло-бы предохранить семейство его отъ нищеты, имъ незаслуженной.
В самый разгар битвы один армянин, житель д. Нурни Эриванской провинции, находившийся на персидской службе топчием (артиллеристом — бомбардиром), — Акоп Арутюнов (Арютинов или Яков Арутюнянц) — повернул ствол своего орудия (английского производства) и открыл огонь по атаковавшим русские колонны иранцам, дав таким образом возможность одному из русских подразделений избежать грозившего ему истребления иранцами. Действия Арутюнова вскоре были раскрыты, и, заметив это, последний бежал с поля боя, но был пойман недалеко от монастыря. Эриванский сердар Хусейн-хан приказал выколоть Арутюнову глаза и отрезать нос, губы, уши и пятки, после чего последний был брошен перед монастырём среди погибших. Однако он всё-таки остался жив.

### Последняя возвышенность
Подойдя к последней возвышенности, за которой начиналась Эчмиадзинская равнина, Красовский приказал передовым колоннам занять позиции по флангам и пропустить вперёд колонны с обозом. Центральным колоннам также было приказано, заняв фланговые позиции, дождаться подхода с трудом действующего арьергарда и вместе с последним подняться в гору. С возвышенности перед отрядом открывалась эчмиадзинская равнина, на которой ожидалось столкновение с основными силами неприятеля. Равнина служила отличным плацдармом для развёрнутых действий персидской кавалерии. Дождавшись подхода замыкающих колонн, Красовский приказал разместить орудия в центре, а ещё уцелевший к тому времени обоз оставлял под прикрытием арьергарда. Впереди всего отряда в епитрахили и с крестом в руках пошёл священник крымского полка отец Федотов. С правой стороны из-за скалистого бугра выбежала персидская пехота. Одно конно-казацкое и два лёгких орудия тут же были сняты с передков и открыли картечный огонь по неприятелю, после чего последний отступил обратно за высоты.
Персидская артиллерия, взойдя на последнюю возвышенность, остановилась. Усталость стала сказываться и в персидском войске. Пехота и артиллерия передвигалась уже с трудом. Кавалерийские лошади были загнаны.
Но, несмотря на это, персидская кавалерия усиливала натиск на левый фланг и тыл русского арьергарда, который своим расположением прикрывал неприятеля от русских батарей. По словам капитана Соболева:
Наши солдаты от совершенного изнеможения сил, одни стреляли изредка, другие едва могли нести ружья, а третьи падали без чувств на землю.
Оценив данную ситуацию, персидские всадники врезались в русские ряды, но, несмотря на утомлённое состояние последних, иранцы, неся тяжёлые потери, отступали обратно и через небольшой промежуток времени продолжали производить новые атаки.

### В Эчмиадзинском монастыре
На протяжении всей битвы находившиеся в монастыре переживали тяжёлые минуты сомнения. С колокольни монастырский инок отец Иосиф «с ужасом следил за тем, как две тысячи русских воинов бились, окружённые тридцатитысячной армией самого Аббас-Мирзы».
Во время битвы эчмиадзинский архиепископ Нерсес Аштаракеци (будущий Католикос всех армян), вздымая вверх монастырскую реликвию — «Римское копьё, обагрённое кровью Христа», вместе со всей паствой коленопреклонённо молился за победу «Русского воинства».
По свидетельствам одного из очевидцев:
Умилительно было это зрелище, не только весь народ и солдаты, но и больные и раненые подползали к монастырскому храму и молились.

### На Эчмиадзинской равнине

#### Засада
В долине перед монастырём, для орошения лугов, пролегали каналы, питаемые из реки Абарани. Зная, что после 12-часового марша (из них 9 часов с боями) под палящим солнцем и без капли воды русский отряд испытывает неутолимую жажду, персидская конница устроила засаду напротив одного из каналов, пролегающего недалеко от дороги.

#### У водного канала
Отряд Красовского спустился в долину и стал в боевом порядке, дожидаясь стягивания арьергарда. Находившиеся на флангах стрелки и казаки получили приказ присоединиться к колоннам, однако большая часть первых, невзирая на опасность, бросилась к канаве с водой. Солдаты, откинув ружья, бросались в воду. Персидская конница тут же хлынула из засады на отделившихся от колонны солдат и принялась их рубить. По словам капитана Соболева:
Солдаты охотнее расставались с жизнью, чем с глотком тёплой и мутной воды.
Казаки, ввиду своей малочисленности, не смогли пробиться на помощь стрелкам. Иранцы пленных не брали. Их всадники по три — четыре человека окружали русского солдата и отрубали ему голову. Обезглавливали живых и мёртвых, после чего вязали головы в торока и «с теми трофеями» возвращались, чтобы получить полагающиеся за русскую голову 10 червонцев. Английский историк П. М. Сайкс отмечает, что именно тогда, когда персы «отрубали головы своих врагов», было утрачено драгоценное время, для полного истребления русского отряда. После обезглавливания русского солдата, споры, сопровождавшиеся драками, за его голову происходили между самими иранцами.
Красовский попытался прорваться к гибнущим стрелкам, но, отделившись далеко от колонн, сам попал в окружение. Многие находившиеся возле генерала стрелки были изрублены. Сам Красовский с трудом отбивался тонкой офицерской шпагой. Находившийся при нём обер-аудитор Белов, «человек замечательной силы и храбрости», сумел прорваться сквозь ряды атакующих иранцев и сообщить находившемуся недалеко войсковому старшине Донского Сергеева полка Шурупову о критическом положении отрядного командира. Шурупов вместе с Беловым и 30 донскими казаками (по другим данным — с 50) стремительной атакой пиками и шашками пробил кольцо окружения извне, истребив при этом многих куртинцев, чем спас Красовского и бывших при нём нескольких офицеров и солдат, «не бывших в состоянии защищаться, по неимению патронов и по совершенному изнурению сил своих».

#### Окружение русского отряда
Меж тем Аббас-Мирза приказал окружить отряд Красовского на открытой местности и, преградив дорогу, атаковать его всеми силами. Положение русского отряда становилось критическим. Картечные заряды к тому времени были все израсходованы, а утомлённые солдаты с трудом отбивали производимые со всех сторон яростные атаки персидской пехоты и кавалерии. Но неожиданно на помощь отряду Красовского из монастыря вышли батальон севастопольцев и конная армянская сотня. Иранцы, опасаясь оказаться зажатыми с двух сторон, отхлынули в стороны.

#### Расстроение русского отряда
В тот момент, когда дорога была очищена от неприятеля, отряд Красовского в панике бросился к монастырским воротам. Артиллерия, не надеясь на прикрытие, поскакала к монастырю. За ней, в полном беспорядке, бросились все остальные. Арьергард смешался с другими частями. С монастырских башен по неприятелю, преследовавшему бегущих, был открыт орудийный огонь.
При попытке восстановить порядок погиб «молодой, даровитый» командир Крымского пехотного полка подполковник Головин. Он получил три пулевых ранения и скончался на месте.
В начавшейся катастрофе погиб командир Севастопольского пехотного полка майор Белозор. По отзыву участника того сражения Соболева: штаб-офицер погиб от «своего человеколюбия». Последний, ещё в предшествующих боях, отдал свою лошадь тяжелораненому офицеру, который впоследствии остался жив, а сам, «будучи слабого здоровья», изнемог, и ему пришлось помогать идти двум карабинерам. Последние также начали терять силы и значительно отстали от своих. Белозор сел на камень, достал кошелёк с деньгами и, протягивая его солдатам, сказал:

«Спасибо вам, братцы, за службу. А теперь спасайтесь, иначе вы все погибнете вместе со мной совершенно напрасно».
Иранцы налетели на сидящего на камне русского офицера и, сорвав эполеты, обезглавили его.
Командир 40-го Егерского полка подполковник Шуйский получил пулевое ранение в руку навылет, но, несмотря на полученную рану, до конца пытался удержать строй.

#### Под стенами монастыря
Добравшись до стен монастыря, солдаты падали в тень. Когда к воротам подтянулись все оставшиеся колонны и был отдан приказ войти в монастырь, то пять егерей, обняв ружья, оставались лежать. Не имея ранений и контузий, солдаты умерли от истощения сил. В их подсумках не оставалось ни одного патрона.
Остатки русского отряда вошли в монастырь под колокольный звон и молебные песнопения. Эчмиадзинский архиепископ Нерсес Аштаракеци обратился ко всем с приветственной речью:
Горсть русских братьев пробилась к нам сквозь тридцатитысячную армию разъярённых врагов. Эта горсть стяжала себе бессмертную славу, и имя генерала Красовского останется навсегда незабвенным в летописях Эчмиадзина.

## Соединение Красовского с Лаптевым и Швецовым
После занятия Эчмиадзинского монастыря Красовский тут же отправил в лагерь при Дженгули в разное время шесть местных армян с указанием, чтобы по прибытии осадной артиллерии генерал-майор Лаптев вместе с 80-м Кабардинским пехотным полком полковника Швецова и четырьмя батарейными орудиями выдвигался к Эчмиадзину. Условлено было — не доходя до Ошакана, остановиться на возвышенностях и произвести по два выстрела из каждого орудия. В ответ должны были прозвучать выстрелы из монастыря. Данные действия должны были служить сигналом к выступлению Красовского, чтобы нанести поражение оказавшейся между двух огней персидской армии или принудить её к отступлению.
Двое из шести посланных Красовским лазутчиков были пойманы, и Аббас-Мирза, узнав о намерениях неприятеля, 19 (31) августа отвёл свои войска за р. Зангу и расположился лагерем на неприступной от природы позиции в 20 верстах от Эривани и 15 верстах от русского лагеря при Дженгули, обнеся притом свой лагерь ретраншементом.
18 (30) августа в лагерь при Дженгули прибыла осадная артиллерия с провиантским транспортом, состоящим почти из 2 тыс. арб и повозок. Лаптев в точности выполнил указание Красовского и в ночь на 20 августа (1) сентября, взойдя на назначенную возвышенность, орудийными выстрелами подал сигнал. Однако в монастыре не знали, что Аббас-Мирза отвёл свои войска за р. Зангу, и были удивлены, что Лаптев дошёл до назначенного места без перестрелок, посчитав за возможное, что все посланные Красовским лазутчики были перехвачены и иранцы устроили засаду. В свою очередь Лаптев, не услышав ответных орудийных выстрелов, предположил, что монастырь взят иранцами, а отряд Красовского истреблён. Находясь в затруднительном состоянии, Лаптев через 10 минут решил произвести повторные выстрелы. На этот раз из монастыря всё-таки ответили тем же, и Красовский, оставив в монастыре весь 40-й Егерский полк, вышел на встречу с Лаптевым и, соединившись с последним, утром направился в лагерь при Дженгули.

## Последствия
После прошедших боёв, в попытках остановить и уничтожить отряд Красовского, войска Аббас-Мирзы были в определённой степени деморализованы. Под предлогом перевоза в крепости и по деревням раненых и погребения погибших Аббас-Мирза недосчитывался большей части своей армии.
Вторжение персидской армии заставило Паскевича изменить дальнейший план действий персидской кампании. Во второй половине августа Паскевич с главными силами планировал вторгнуться в Азербайджан и идти на Тавриз. Получив известия о вторжении персидской армии в Эриванское ханство, Паскевич посчитал, что туда вторглась только часть персидских сил и что войсковой отряд генерала Красовского в силах и сам справиться с неприятелем, но 27 августа (8) сентября поступило подробное донесение об Аштаракской (Ошаканской) битве, и Паскевич тут же приказал Лейб-Гвардии Сводному, Грузинскому гренадерскому, Ширванскому пехотному, 7-му карабинерному, Чугуевскому уланскому, Нижегородскому драгунскому, Донским казачьим Иловайского, Шамшева и Карпова полкам с 30 орудиями соединиться в Нахичевани и под своим началом общими силами выдвигаться на помощь отряду Красовского. Аббас-Мирза, не приняв боя, отошёл за Аракс и стал лагерем в 45 верстах от Сардар-Абада при укреплении Кара-Кала. 5 сентября Паскевич прибыл в Эчмиадзин, а 7 (19) сентября потребовал от Красовского подробного разъяснения по поводу произошедшего. На следующий день Красовский предоставил отчёт.
14 (26) сентября русские войска осадили Сардар-Абад, а через два дня к нему подошла осадная артиллерия. 18 (30) сентября началась бомбардировка, и в ночь на 20 сентября (2) октября персидский гарнизон покинул цитадель.
24 сентября (6) октября, после проведённой рекогносцировки, на военном совете был разработан план по захвату Эривани. Выступая на Эривань, Паскевич поручил командование войсками в Нахичевани генерал-лейтенанту князю Г. Е. Эристову. Помощником последнего был назначен полковник Н. Н. Муравьёв. Аббас-Мирза решил воспользоваться малочисленностью оставшейся группировки русских сил и захватить Нахичевань. Но к тому времени, когда персидский авангард уже находился в 7 верстах от Нахичеванской области, к Эристову подошло пополнение — до 4000 пехоты и 2000 кавалерии, после чего войска Аббас-Мирзы были отброшены за Аракс.
Между тем в ночь на 26 сентября (8) октября под Эриванской крепостью начались осадные работы, а 28 сентября (10) октября по ней был открыт огонь из 14 осадных орудий. 1 (13) октября Эривань капитулировала.
В то время Аббас-Мирза со всеми силами находился под Хоем. После известия о взятии русскими войсками Эривани персидская армия практически была деморализована. Отряд Эристова находился в то время в Чорсе. Недостаток продовольствия вынуждал Эристова вернуться в Нахичевань, но Муравьёв убедил князя идти на Тавриз. 30 сентября (12) октября русский отряд перешёл Аракс и вторгся в Азербайджан. Не встречая на своём пути сопротивления, отряд занял г. Маранд. 13 (15) октября русский авангард под командованием Муравьёва без боя вошёл в Тавриз, а 19 (31) октября туда прибыл и сам Паскевич.
10 (22) февраля 1828 года последовал Туркманчайский мирный договор, по результатам которого часть Восточной Армении (Эриванское и Нахичеванское ханства) была присоединена к России.

## Оценки битвы

### Потери

#### Русская сторона
Потери с русской стороны были значительны как среди солдат, так и среди офицеров, которые в той битве сражались наравне с рядовыми.

Погибло 6 офицеров:
- командир Севастопольского пехотного полка — майор Белозор
- командир Крымского пехотного полка — подполковник Головин
- того же полка — подпоручик Апостолов
- 40-го Егерского полка — поручик Чугаевич
- того же полка — подпоручик Силин
- того же полка — прапорщик Бояринцев

В своей реляции Красовский, перечисляя отличившихся в битве офицеров, упоминает о 20 (не считая себя), получивших ранения различной тяжести.
| 1  | генерал-лейтенант | Красовский        | Осколком гранаты раздроблена ключица                                   |
| 2  | генерал-майор     | Тухолка           | Контузия в ногу                                                        |
| 3  | подполковник      | Шуйский           | Пулевое ранение навылет в руку                                         |
| 4  | майор             | Щеголев           | Пулевое ранение в голову и сильная контузия в ногу                     |
| 5  | майор             | Муликовский       | От полученных ран скончался уже после битвы                            |
| 6  | майор             | Велентий          | Пулевое ранение навылет в ногу с ушибом бедренной кости                |
| 13 | капитан           | Михайловский      | Пулевая контузия в обе ноги                                            |
| 14 | капитан           | Бернов            | Контузия ядром в левую часть головы                                    |
| 15 | капитан           | Сипайло           | Сильная контузия                                                       |
| 7  | штабс-капитан     | Яковенко          | Контузия в лопатку                                                     |
| 8  | штабс-капитан     | Соболевский       | Пулевое ранение в ляжку бедра левой ноги и выше колена с ушибом кости  |
| 9  | штабс-капитан     | Росинский         | Контузия от разорванной гранаты в левую часть черепа                   |
| 10 | штабс-капитан     | Бирзуль           | Пулевое ранение навылет в правую руку выше локтя с раздроблением кости |
| 11 | штабс-капитан     | Неверовский (2-й) | Сильная контузия                                                       |
| 12 | штабс-капитан     | Шамонин           | Ранение дротиком в левое плечо                                         |
| 16 | поручик           | Дуржицкий         | Ранение ядром с оторванием пальцев на левой ноге                       |
| 17 | поручик           | фон Берг          | Пулевое ранение навылет в левую ногу выше колена                       |
| 18 | подпоручик        | Белимов           | Сильная контузия от разорванной гранаты в правое плечо                 |
| 19 | подпоручик        | Цитовский         | Пулевое ранение навылет в правую ногу выше колена                      |
| 20 | прапорщик         | Пожидаев          | Пулевое ранение навылет близ верхнего сустава бедра правой ноги        |
| 21 | прапорщик         | Добржин           | Пулевое ранение в правую ногу выше колена                              |

Общее число погибших и раненных в той битве Красовский в своей реляции выводит 1131 человек. Число погибших (6 чел.) из офицерского состава, подтверждается и другими источниками, что же касается, как числа раненных офицеров, так и числа общих потерь, то в других источниках имеются иные данные. Согласно традиционной версии, общие потери русского отряда убитыми, раненными и пропавшими без вести, составляли — 24 офицера и 1130 нижних чинов. Ту же версию подтверждает и Джон Баддели. И. Г. Гурьянов (1831) и П. П. Зубов (1837), перечисляя потери более подробно, относительно последнего числа, то есть нижних чинов, указывают на одного человека больше. Разница, относительно всех вышеприведённых данных, обнаруживается и в «Сборнике сведений о потерях Кавказских войск» А. Л. Гизетти (1901). В. Г. Тунян (2007), ссылаясь на «Известия из отдельного Кавказского корпуса», так же указывает на другое число потерь.
| Потери             | Чины         | Гурьянов, Зубов | Гизетти | Тунян |
| ------------------ | ------------ | --------------- | ------- | ----- |
| Убито:             | Офицеров     | 6               | 6       | 6     |
| Убито:             | Нижних чинов | 679             | 679     | 678   |
| Ранено:            | Офицеров     | 18              | 23      | 16    |
| Ранено:            | Нижних чинов | 318             | 324     | 313   |
| Пропало без вести: | Нижних чинов | 134             | 134     | 134   |
| И того:            | Всех         | 1155            | 1166    | 1147  |

Уильям Монтейт сообщает, что потери русских составляли — 1200 человек.
По персидским данным русские потери доходили до 3200 человек и 6 орудий. П. М. Сайкс сообщает, что в той битве погиб и генерал Красовский.
Кроме того, иранцами был частью уничтожен, а частью захвачен весь провиант.

#### Персидская сторона
Данные о потерях персидской стороны в различных источниках носят противоречивый характер. Иранские источники сообщают, что персидская армия в той битве потеряла около 400 убитыми и 600 раненными. Английские источники, основываясь на предоставленных персидской стороной данных, также указывают на весьма заниженные потери. Так У. Монтейт сообщает, что потери персов, «после ожесточённой битвы», не превышали 300—400 человек. Джон Баддели указывает на последнее число.
В своей реляции Красовский сообщает, что «Неприятельская потеря простирается до 3000 человек, что подтвердилось и впоследствии самыми верными доказательствами». На данное число, c отдельными нюансами (до 3 тыс. или больше), указывают и ряд других российских и армянских источников.
З. Т. Григорян, ссылаясь на архив Католикосата, сообщает, что потери персов только убитыми составляли более — 3500 человек.
| Источник         | Год  | Потери     |
| ---------------- | ---- | ---------- |
| Monteith W.      | 1856 | до 300—400 |
| Baddeley J. F.   | 1908 | 400        |
| Hedāyat R. Q.    | 1855 | 1000       |
| Гурьянов И. Г.   | 1831 | до 3000    |
| Щербатов А. П.   | 1890 | до 3000    |
| Нерсисян М. Г.   | 1975 | 3000       |
| Тунян В. Г.      | 2007 | 3000       |
| Зубов П. П.      | 1837 | от 3000    |
| Лацинский А. С.  | 1891 | от 3000    |
| ХУВД             | 1911 | от 3000    |
| Григорян З. Т.   | 1959 | от 3500    |
| Бескровный Л. Г. | 1974 | до 3000    |

Также известно, что командующий всеми сарбазами сартиб Магмет-хан получил в той битве два пулевых ранения.

### Осуждение действий Красовского
Действия Красовского по спасению Эчмиадзина были высоко оценены как верховными деятелями Закавказья, так и местным населением, солдатами и офицерами русской армии на Кавказе. Однако некоторые реакционные генералы не одобряли действий Красовского. Так, к примеру, командующий Кавказским корпусом генерал-адъютант Паскевич, испытывавший к тому же личную неприязнь к генералу Красовскому, писал графу И. И. Дибичу:
Я был поставлен в недоумение — в каком виде я должен представить реляцию генерала Красовского. Препроводив её без всяких суждений своих, я дал бы повод думать, что оправдываю действия Красовского и признав изложение их в полной мере справедливыми; присовокупив же замечания свои, я боялся упрёка, что строго разбираю поступки моего подчинённого, и без того обвиняемого самими обстоятельствами.— из рапорта графа Паскевича начальнику Генштаба графу Дибичу от 1827 года 
В своём рапорте от августа 1827 года Николаю I Паскевич обвинял Красовского в том, что последний, не дождавшись осадной артиллерии, конвоированной достаточным количеством сил, «с какою-то неизвинительною торопливостью» выступил к Эчмиадзину не более как с 4 батальонами против целой армии неприятеля.
Однако выдвинутые Паскевичем обвинения оставались несостоятельными перед тем фактом, что Кабардинский полк, шедший с осадной артиллерией, прибыл к Дженгулям только 18 (30) августа, и, следовательно, битва могла бы произойти только двумя-тремя днями позже. А в это время Эчмиадзинский монастырь мог быть взят приступом, что повлекло бы за собой тяжёлые последствия относительно всей кампании и непоправимый урон, «как материальный, так и нравственный». С полной вероятностью допускалась возможность проникновения армии Аббас-Мирзы в Грузию.
В заключение своего рапорта Николаю I, Паскевич всё-таки писал:
…Почитаю долгом повергнуть всемилостивейшему воззрению В. И. В. подвиги храбрости, оказанные войском под командою ген. Красовского. Ту же неустрашимость он и сам с ними разделял в полной мере, ранен в плечо с повреждением кости и хотя не доказал в себе способностей к отдельному командованию, но сражение 17-го есть новый опыт Русской смелости в опасностях неизбежных.— из Всеподданнейшего рапорта ген. Паскевича от августа 1827 года 

На военном совете, проведённом 8 (20) сентября, о ходе кампании Паскевич выдвинул на рассмотрение рапорты Красовского об Ошаканском сражении для сбора голосов против последнего. На том совете присутствовал архиепископ Нерсес Аштаракеци, который не замедлил вступиться за героя Ошаканского сражения. Выступая, Нерсес говорил:
Мнение Аштаракеци было поддержано начальником штаба генералом Павлом Сухтеленом и графом Александром Бенкендорфом. Ни один из участников той битвы не дал свой голос против Красовского. Отношение подчинённых к последнему можно судить по письму, которое они написали вскоре после отъезда Красовского в Тифлис для лечения ран:
— из «Дневника генерала Красовского 1826—1828 гг.» (приложение) 
В декабре Николай I просил Красовского дать подробное описание битвы, произошедшей 17 августа, с отдельным описанием подвигов каждого отличившегося. Также царь потребовал сведения о семьях всех чиновников, убитых и тяжелораненых в той битве.
Прочитав реляцию об Ошаканском сражении, Николай I собственноручно написал:

«Столь смѣлое и удачное предпріятіе заслуживаетъ быть причислено къ достопамятнѣйшимъ подвигамъ храбраго русскаго воинства. Дать Красовскому орденъ Св. Владиміра 2-й степени, а это событіе занести въ календарь».

### Победа или поражение
Иранская сторона расценивала итог Ошаканского (Аштаракского) сражения, как победу персидской армии. То, что Красовский в той битве потерпел поражение считает и азербайджанский историк Э. Т. Гараев.
Что касается британских исследователей, то того же мнения придерживался и П. Сайкс. У. Монтейт и Дж. Баддели воздержались от определения конечного результата битвы.
В России в то время вопрос о том, было ли то сражение победой русского войска или поражением, — оставался дискуссионным.
В своих «Воспоминаниях» бывший офицер Отдельного Кавказского корпуса (1816—1836) В. А. Андреев писал:
…Вместо Тавриза, он [Паскевич] должен был неожиданно идти поспешно с главными силами своего корпуса обратно к Эривани на выручку отряда генерал-лейтенанта Красовского, разбитого на Аштараке войсками Аббас-Мирзы.— из «Воспоминаний из кавказской старины». В. А. Андреев 
Подытоживая, там же Андреев писал, что за всю войну русские потерпели всего две неудачи — в Герюсах и под Аштараком.
С. Минасян, повествуя о роли армян, служивших в персидской армии, писал, что: «не в меньшей степени персы обязаны своей победой умелому руководству Зограб-хана и Юсуф-хана Амир-топхане…».
Однако, беря во внимание тот факт, что ни одного знамени не было потеряно и все орудия были спасены, а также и то, что задача была выполнена и Аббас-Мирза снял осаду монастыря, — большинство российских и армянских исследователей не допускают возможности оценивать битву как поражение русского войска.
В. Потто, затрудняясь дать определённый результат битвы, считал, что всё движение Красовского представляло собой скорее удачно выполненное наступление на неприятеля, осаждавшего Эчмиадзин, чем отступление от него, хотя и сопровождавшееся большими потерями для русских. Относительно персидской армии Потто писал, что «персияне должны были чувствовать себя потерпевшими если не поражение, невозможное при их превосходстве сил, то несомненную неудачу… они сами отступили от Эчмиадзина, отчаявшись в успехе предпринятого плана войны».
М. Нерсисян отмечает, что «несмотря на все усилия Аббаса-Мирзы, русский отряд не был побеждён».
Декабрист и писатель Александр Бестужев в своём письме братьям в Дербент писал:
…видел горестную дорогу, по которой шёл к Эчмядзину Красовский, где легло столько русских, не побеждённых, но утомлённых.— из письма братьям Николаю и Михаилу в Дербент от 20 августа 1830 года. А. А. Бестужев 

## Память

### Установление памятника (1833—1834)
Вскоре после Ошаканского сражения по инициативе Нерсеса Аштаракеци и генерала Красовского было задумано возвести памятник «Русским воинам-спасителям Первопрестольного Эчмиадзина», однако из-за трений с графом Паскевичем оба вынуждены были на время покинуть Восточную Армению.
В 1831 году престарелый Католикос всех армян Епрем I Зорагехци, «выражая желания, чувства и думы армянской общественности», поднял вопрос о возведении памятника. По этому поводу он обратился к генерал-лейтенанту Н. П. Панкратьеву. Последний, в свою очередь, направил князю А. И. Чернышёву письмо следующего содержания:
1 (13) сентября 1831 года вышло «Высочайшее утверждение» о возведении памятника.
В 1833 году по проекту инженер-поручика Компанейского в 4 километрах от Эчмиадзина на пути к Ошакану начали воздвигать памятный обелиск. Памятник был установлен 9 (21) мая 1834 года.
Памятник был построен из местного красного туфа и имеет высоту 25 метров. В пьедестал были врезаны медные доски, на которых начертаны имена начальников войсковых частей, названия полков и артиллерии, «которые сражались в день 17 августа для спасения Эчмиадзинской святыни».
«17 августа» патриархом было утверждено празднование освобождения монастыря. Ежегодно в этот день всё эчмиадзинское духовенство совершало крестный ход к памятнику и служило там панихиду «по убиенным в сражении воинам».

### Открытие Памятного комплекса (2011)
В 2009 году, по инициативе посла России в Армении В. Е. Коваленко, начал обустраиваться Ошаканский мемориал. Работы производила Российско-армянская благотворительная организация «Дело чести» при сопредседательстве руководителя представительства «Россотрудничества» в Армении В. В. Кривопускова и президента международного молодёжного центра А. О. Никогосяна.
19 апреля 2011 года прошла торжественная церемония открытия Ошаканского памятного комплекса. В церемонии принимали участие находившийся с визитом в Армении руководитель Администрации президента России Сергей Нарышкин и руководитель Аппарата Президента Армении Карен Карапетян.
На открытии также присутствовали министры и главы администраций России и Армении, участвовавшие в «Первом российско-армянском межрегиональном форуме», происходившем в Ереване 18—20 апреля.
С утра сотни жителей с окрестных сёл и г. Эчмиадзина приходили с живыми цветами, чтобы возложить их к мемориалу павшим воинам.
Сергей Нарышкин, поблагодарив от имени русского народа руководство и народ Армении за бережное отношение к памяти русских воинов-освободителей, сказал:
«Искренне рад присутствовать на открытии этого величественного монумента русским воинам, отдавшим жизни за освобождение Армении».
- Открытие памятника

- Монумент в 2024 году